# Syarinus honestus
Espèce
Syarinus honestus est une espèce de pseudoscorpions de la famille des Syarinidae.

## Distribution
Cette espèce est endémique du Nouveau-Mexique aux États-Unis. Elle se rencontre vers Santa Fe.

## Description
Le mâle holotype mesure 2,35 mm.

## Publication originale
- Hoff, 1956 : Diplosphyronid pseudoscorpions from New Mexico. American Museum Novitates, no 1780, p. 1-49 (texte intégral).